# Список работ Мирзы Кадыма Эривани
Творческое наследие азербайджанского художника Мирзы Кадыма Эривани XIX века включает портреты, рисунки-трафареты, стенные росписи, ювелирные изделия, работы, выполненные в лаковой живописи, а также живописи на стекле. Музеи только трёх стран — Азербайджана, Грузии и России — хранят в своих собраниях работы Эривани. Главным источником при составлении списка стала статья Натальи Миклашевской «Художники XIX в. Мирза Кадым Эривани и Мир Мохсун Навваб» из сборника «Искусство Азербайджана» (Баку, 1954), в которой дана информация о 23 работах художника, из которых 20 находятся в Национальном музее искусств Азербайджана (Баку), две — в Государственном Эрмитаже (Санкт-Петербург) и одна — в Государственном музее искусств Грузии (Тбилиси). Также подтверждена подлинность исполнения Эривани некоторых больших портретов, выполненных в 1850-х годов во дворце сардаров в Эривани и хранящихся сегодня в Государственном музее Грузии.

## Список
| Картина | Название                                | Техника / Размер (см)              | Галерея                                        | Описание |
| ------- | --------------------------------------- | ---------------------------------- | ---------------------------------------------- | --- |
|         | «Цветы и птицы»                         |                                    | Национальный музей искусств Азербайджана, Баку | Этот рисунок-трафарет является фрагментом узора для вертикального обрамления. Медальон, расположенный в центре, имеет овальную форму. Она образована стилизованной растительной веткой. На ветках вписанного в медальон цветочного букета из роз и шиповника изображены небольшие птицы. С учётом формы медальона расположена композиция всего букета, чем, по словам Миклашевской достигается стройность и гармоничность рисунка букета. |
|         | «Роза и ласточка»                       |                                    | Национальный музей искусств Азербайджана, Баку | Этот рисунок-трафарет представляет собой композицию цветов, в медальоне идентична рисунку «Цветы и птицы», однако цветы, составляющие букет, другие по виду. Шиповник здесь заменён Эривани на крупный тюльпан, а слева внизу — цветок, напоминающий подсолнух. Наверху же букета нарисована ласточка. Гармоничная, продуманная, стройная композиция является характерной особенностью элементов медальона. |
|         | «Цветы и фазаны»                        |                                    | Национальный музей искусств Азербайджана, Баку | Этот рисунок-трафарет выполнен на удлинённой по формату бумаге. Напоминающая край вазы, с выходящими из неё листками зелени и ветками с цветами, композиция составлена вертикально (сережки фуксии, мак, шиповник). Розы с бутонами придают композиции завершённость. Два самца фазана присутствуют в центре рисунка между ирисом и шиповником. Две самки фазана изображены Эривани у верхних роз. Правильно переданы элементы: движение и порода птиц, строение цветка ириса, розовые бутоны и соответствующие им стебли. |
|         | «Всадник»                               | Темпера                            | Национальный музей искусств Азербайджана, Баку | Здесь рисунок слабый, условный и схематичный. Изображения человека и лошади, по словам Миклашевской, выглядят деревянными, как бы кукольными. Это единственная из сохранившихся работ Эривани, где изображены пейзаж и лошадь. |
|         | «Мужчина с кинжалом»                    |                                    | Национальный музей искусств Азербайджана, Баку | «Мужчина с кинжалом» представляет собой примитивный линейный рисунок-трафарет. В изображении пожилого мужчины с нимбом и характерной раздвоённой саблей в руках искусствовед Наталья Миклашевская узнаёт почитаемого шиитами в качестве святого Али, как бы опирающегося на своё оружие. |
|         | «Дервиш»                                | Стекло, масло 21 × 13,2            | Национальный музей искусств Азербайджана, Баку | Изображение дервиша даётся во весь рост на зелёном фоне. Выразительность молодому, безбородому лицу с родинкой на правой щеке придают лукаво смотрящие глаза. Спускающиеся на плечи волосы, гладко расчёсаны. Его одежда — отделанные золотом, красное джуббе (вид верхней одежды) и остроконечная шапка, воротник, пояс, башмаки и перекинутый через правую руку, полосатый шарф. В правой руке он держит «тэбэрзин», в левой же руке — кешкул, обязательные принадлежности дервиша. Слово «Аллах» вписано арабским шрифтом в центр шапки. Сохранность хорошая. |
|         | «Танцовщица»                            | Стекло, темпера                    | Национальный музей искусств Азербайджана, Баку | Аккомпанирующая себе в такт танца на бубне танцовщица изображена на ровном зелёном фоне. Краски её костюма вносят контрастность. Он составлен из длинной, перехваченной в талии зелёным поясом, кафтанки и широкой красной юбки. С помощью белых и золотых квадратов, а также кругов составлен несложный узор каймы, которым отделано платье. Черты выразительного лица крупные. Щёки, покрытые ярким румянцем, резко очерченные губы и глаза, а также две родинки, говорят о гриме. На кончиках пальцев хна. Пышные и довольно короткие волосы обрамляют лицо, на голове лёгкая шляпка с острыми углами. Передача движения фигуры во время танца правильна, ритмичное движение ног подчёркнуто складками широкой юбки. С оборотной стороны стекла исполнена живопись (темпера), наклеены кусочки сусального золота. В настоящее время портрет собран из шести кусков, наложенных на другое стекло и заключённых в рамку. |
|         | «Воин»                                  |                                    | Национальный музей искусств Азербайджана, Баку | «Воин» в доспехах изображён сидящим на табурете с сидением зелёного цвета. Выделенные резкими линиями крупные черты его лица маловыразительны. Большие овальные глаза его обрамлены чёрными широкими бровями, а длинные закрученные усы оттеняют большой рот. Головной убор представляет собой металлический шлем с пикообразным завершением и металлической сеткой, спускающейся на плечи. Белая ткань в виде жгута с тирьмовой отделкой, такой же, как и на поясе, используется для обрамления шлема у лба. Несложными гравированными элементами покрыта сетчатая кольчуга с металлическими налокотниками и нагрудником. Трактовка металла — только серый тон с незначительным оттенением. Ярко-оранжевые шаровары и чёрные сапоги вносят, по словам Миклашевской, разнообразие в монохромный костюм воина. |
|         | «Аббас-Мирза»                           |                                    | Национальный музей искусств Азербайджана, Баку | Аббас Мирза нарисован в смиренной позе. Холёная пушистая окладистая борода и небольшие усы обрамляют лицо с несколько неправильными чертами. Головной убор — каракулевая чёрная папаха. Тирьма используется в кайме, которой отделана длинная верхняя одежда у ворота и обшлагов. Ввиду утраты значительной части правого нижнего угла бумаги, сохранилось изображение только одной ноги в полный профиль, сама фигура же дана в фас. Миклашевская допускает, что и вторая нога была изображена подобным же образом. Этот портрет является единственным сохранившимся рисунком Эривани на бумаге довольно большого формата, который исполнен одной чёрной краской. |
|         | «Портрет цесаревича Александра с женой» |                                    | Национальный музей искусств Азербайджана, Баку | Лист обрамлен орнаментальной рамочкой шириной 2 см. По чёрному фону рамочки выполнен цветочный орнамент — мотив, который встречается и в других работах Эривани. Узор состоит из повторяющихся цветов, бутонов и зелени, различных как по окраске, так и по виду. Синие, белые, розовые и красные головки цветов чередуются. Благодаря чёткому рисунку и ясности красок в сочетании с чёрным фоном орнамент похож на инкрустацию из цветных камней. Практически по всей ширине горизонтального нижнего обрамления вместо цветочного узора дан медальон. По чёрному фону этого медальона бронзовой краской сделана надпись на русском языке, печатным шрифтом: «Рисовал коллежский асессор Кадым Бек». Слева от надписи в углу имеется подпись художника: «Рисовал Кадым Бек». Сохранность исполненной темперой на бумаге живописи хорошая, если не принимать во внимание изгиб листа по горизонтали в средней части с незначительной осыпью красочного слоя. Небольшие кусочки бумаги по углам нижнего края с частью надписей утрачены, но это, не мешает полному её прочтению. |
|         | «Портрет сидящей женщины»               | Бумага, акварель и темпера 35 × 28 | Национальный музей искусств Азербайджана, Баку | На портрете изображена сидящая (или «молодая») женщина с красивым, слегка грустным лицом, имеющим правильные черты, широкие, сросшиеся брови подчёркивают большие выразительные карие глаза. Волосы, волнистыми прядями спадающие на плечи, тёмно-каштановые, и гладко зачёсаны на прямой ряд. Женщина изображена у белой стены из мрамора, на ковре. На ней головной убор — тирьмовая шаль, с завершающим элементом — розой приколотой к волосам. Жёлтая кофточка тонкой текстуры с большим круглым вырезом, отороченным чёрной отделкой. Из крупных и мелких «бута» тщательно составлен узор на красном поле тирьмового «джуббе», которое Эривани нарисовал поверх кофточки. Живописно изображены складки широкой синей юбки («туман»). Обивка большой шёлковой мутаки, находящейся за спиной женщины, передана хорошо. Оранжевое поле материала и белый рисунок составляют красивое сочетание. Ковёр, занимающий всё нижнее пространство листа, заканчивается неширокой каймой. Охристые, зелёные и белые тона преобладают в стилизованном растительном узоре, расположенном на голубом фоне ковра. Характер коврового рисунка выражен нечётко, что препятствует определению типа ковра. Сам ковёр передан, как и в других произведениях Эривани, совершенно вертикально, безо всякой перспективы. Техника исполнения по тщательности напоминает технику исполнения миниатюры. Описываемый портрет, выполненный акварелью и темперой, хорошо сохранился. |
|         | «Портрет молодого человека»             | Бумага, акварель 21 × 12           | Национальный музей искусств Азербайджана, Баку | На портрете в полный рост изображён юноша. Стена, выбранная фоном, покрыта росписью, изящный узор которой составлен их ромбовидной решётки, стилизованные цветы голубого цвета которой вписаны в каждый ромб. Портрет взят в рамочку с трёх сторон по периметру. По горизонтально расположенному плинтусу в виде неширокой полосы охристого цвета дана надпись: «Портрет его превосходительства благородного Веджиуллы Мирзы. Написал нижайший Мирза Кадым Эривани» Чёрные волосы, доходящие до плеч, обрамляют красивое лицо. Слегка капризное выражение лицу придаёт нечёткий рисунок пухлых губ. На юноше архалук из тирьмы с короткими рукавами. Кайма с растительным узором служит отделкой края одежды. Голубой «дон» (род верхнего мужского платья) виднеется из под распахнутого архалука. Яркость одежды усилена тёмно-синими брюками и чёрной обувью. На голове юноши папаха («дираби») из чёрной материи. Двухцветный пунктир (голубого и красновато-коричневого), применён для передачи светотени, что помогло тонкому написанию лица. Тирьмовый узор архалука, с преобладанием в расцветке белого и голубого тона, и красный фон, с нанесёнными на него мелкими «бута», обработан также тщательно. Портрет отработан с большой тщательностью акварелью и темперой. Сохранность работы хорошая. |
|         | «Зеркало-складень»                      | Гипсовый левкас, темпера           | Государственный Эрмитаж, Санкт-Петербург       | Зеркало и миниатюра обрамлены рамочкой шириной 2,5 см. Несложный стилизованный растительный орнамент нанесён на покрытие из гипсового левкаса, покрывающий деревянную, более широкую часть рамки. Головки цветов собираются в тиснёный узор, составляющий внутреннее гипсовое обрамление рамки. Металлическими петлями на шурупах несколько грубой, поздней работы скреплены створки складня. Деревянные крышки предмета также изготовлены гипсовым левкасом для живописи. Это позволило обеспечить довольно удовлетворительную сохранность красочного слоя, утраченного только по краям створок и на нижней крышке. Сверху темперная живопись, покрытая лаком, слегка пожелтела от времени, что придаёт коричневато-золотистый тон общему белому фону. Идентичны по композиции росписей верхняя и нижняя створки. Три различных по рисунку ленточных бордюра создают орнаментальную кайму, обрамляющую цветочный букет в росписи. Фон обрамления синий. Исполненный на нём стилизованный растительный орнамент нанесён в один тон, под бронзу. Гармонируя с белым полем в центре, белые цветы во втором бордюре напоминают лилии. Шестилепестковые цветы, размещённые художником через одинаковые промежутки, симметрично, изображены на центральном стебле, вьющимся ровными зигзагами. Этот стебель здесь прорисовывается яснее. Вытянутые медальоны («кетабэ»), с надписями и текстом двустиший, введены по ширине в бордюр верхней крышки, почти полностью закрывая его. Слева и справа имеется по два медальона, внизу и вверху — по одному. В нижнем медальоне можно прочесть имя художника, боковые же содержат тексты двустиший на персидском языке, исполненные почерком «насх». Вязь тончайшего растительного орнамента украшает фон. В медальонах справа двустишие посвящено весне, слева — деревьям (свидетельству «всемогущества Аллаха»). Автор первого двустишия не установлен, второе же двустишие принадлежит известному персидскому поэту XIV века Саади. |
|         | «Портрет Мах Талят»                     | Гипсовый левкас, темпера           | Государственный музей искусств Грузии, Тбилиси | Изображённая молодая женщина в азербайджанском национальном костюме стоит у открытых окон («шебеке») на фоне голубого неба. Её левая рука покоится на талии, а правая опущена. Узором из разноцветных стёклышек украшен край поднятой рамы среднего «шебеке», расположенный над головой женщины. Тёмно — красные занавески с отделкой из парчи, спускающиеся над открытыми боковыми окнами, которые располагаются по углам композиции, подтянуты к краям рамы. Пол устлан ковром с широкой каймой. Лицо женщины почти круглое, а его черты, по словам Миклашевской, малоинтересны и невыразительны, но, безусловно, передают портретное сходство. Волосы, ниспадающие крупными прядями на плечи, зачёсаны гладко на прямой лад и обрамляют лицо. Головной убор лёгкий, в виде наколки украшенной цветами, а также диадемой в форме «бута» из драгоценных камней и жемчуга. Ещё одно украшение это ожерелье («хамайил»), пристёгнутое к серьгам. Крупный перстень надет на указательный палец правой руки. Глубокий вырез синей кофточки с белыми нарукавниками позволяет увидеть вторую лёгкую белую блузку с воротом круглой формы, отделанный вышивкой. Женщина одета в зелёную широкую юбку в складку («туман»), а поверх платья — тирьмовое «джуббе» с рукавами до локтей. Тёмно — красное поле ткани украшено, нанесённым рядами, рисунком «бута». Изящным узором из цветов заполнено свободное пространство фона и «бута». Ленточный синий бордюр, составленный из тщательно исполненного и несложного стилизованного цветочного орнамента, окантовывает портрет неширокой рамкой. Медальон расположенный в нижней части бордюра содержит надпись жёлтой краской по синему фону: «Рисовал коллежский асессор Кадым Бек». |
|         | «Роза и соловей»                        |                                    | Национальный музей искусств Азербайджана, Баку | На рисунке изображён большой цветок розы, бутон и окружающая их зелени, завершённые в цвете. Заметно отсутствие пунктира у правого листа зелени, остальные же части рисунка прописаны одним или двумя слоями краски соответствующего тона (нижний цветок розы, бутон, гвоздика). Только в контуре внизу оставались зелень и стебли. Сохранность работы хорошая. |